# Lophopanilla obscurissima
Lophopanilla obscurissima là một loài bướm đêm trong họ Noctuidae.